# Аухатты
Аухатты́ (каз. Ауқатты) — село в Кордайском районе Жамбылской области Казахстана. Административный центр Аухаттинского сельского округа.

## География
Находится вблизи границы с Кыргызстаном, на правом берегу реки Шу, примерно в 36 км к востоку-юго-востоку (ESE) от села Кордай, административного центра района. Код КАТО — 314833100.

## История
Село Аухатты в советское время входило в состав колхоза Трудовик. Колхоз Трудовик был организован весной в 1935 году на базе совхоза и двух артелей. В момент организации за колхозом было закреплено 9800 гектаров сельскохозяйственных угодий, в том числе пахотноспособных земель 2830 га, пастбищ — 6200 га, сенокоса — 95 га. В период становления в хозяйстве имелось 22 гол. лошадей, 5 голов свиней, 30 голов КРС и несколько десятков овец. Кроме того, в колхозе числилось 11 тракторов марки СТЗ и незначительное количество с/х инвентаря. В организационный период колхоз объединял 240 дворов колхозников с 320 трудоспособными членами колхоза.
Экономика колхоза быстро окрепла, и уже в 1955 году он был одним из немногих колхозов миллионеров.
К 1967 году общий земельный фонд колхоза вырос до 39 001 га, в том числе сельскохозяйственных угодий 37 443 га, из них пашни 7421 га, сенокоса 633 га, и многолетних насаждений 100 га.
По состоянию на 1967 год в хозяйстве имелось КРС — 2740 голов, овец — 32 740 голов, свиней — 1520 голов, лошадей — 575 голов и птиц — 4,8 тыс. голов. Выросла энергетическая база колхоза. В хозяйстве имелось 108 тракторов, 58 автомашин, 230 электромоторов, 18 зерноуборочных, 16 силосоуборочных, 14 кукурузоуборочных комбайнов и 8 дождевальных установок. Были построены ГЭС на 500 квт., вальцевая мельница, гараж и МТМ. В 1967 году колхоз объединял 1 тыс. дворов колхозников. Среднесписочное число работников в хозяйстве составило 1284 человека.
В апреле 1967 года колхоз был награждён орденом Ленина, который являлся высшей наградой бывшего Советского Союза.

## Население
В 1999 году население села составляло 4145 человек (2094 мужчины и 2051 женщина). По данным переписи 2009 года, в селе проживали 5880 человек (2936 мужчин и 2944 женщины). Основное население — дунгане. По дынным переписи 2021 года, в Аухатты проживало 6672 чел. (3381 мужчин и 3291 женщин).

## Известные граждане
- Жантурсы́нов Аска́т Бола́тович — мастер спорта международного класса (МСМК) Республики Казахстан по кикбоксингу, шестикратный чемпион Казахстана.